# Herpysma longicaulis
Herpysma longicaulis – gatunek roślin z monotypowego rodzaju Herpysma z rodziny storczykowatych (Orchidaceae). Rośliny występują w Azji Południowo-Wschodniej w takich krajach i regionach jak: Asam, Chiny, Himalaje, Mjanma, Nepal, Sumatra, Tajlandia, Tybet, Wietnam.

## Systematyka
Gatunek sklasyfikowany do podplemienia Goodyerinae w plemieniu Cranichideae, podrodzina storczykowe (Orchidoideae), rodzina storczykowate (Orchidaceae), rząd szparagowce (Asparagales) w obrębie roślin jednoliściennych.